# 2005 (álbum de SFDK)
2005 es el cuarto álbum de estudio del grupo español de hip hop SFDK, lanzado el 21 de marzo de 2005 bajo su propio sello discográfico SFDK Records. Este trabajo marcó un antes y un después en la carrera del grupo, consolidándolos como una de las formaciones más importantes de la escena del rap en España.

## Producción y estilo
El álbum fue producido mayoritariamente por Zatu y Acción Sánchez, los miembros principales del grupo, y cuenta con una mezcla de beats contundentes y letras cargadas de humor, crítica social y reflexiones personales. En 2005, SFDK explora temáticas más maduras, sin abandonar el estilo directo y la energía característica que los define.
El disco incluye colaboraciones con varios artistas destacados de la escena del rap español, como Juaninacka, ToteKing y Morodo, entre otros. Además, el álbum combina elementos clásicos del hip hop con influencias más contemporáneas, lo que le da un sonido variado y fresco.

## Lista de canciones
1. Intro
2. 2005
3. Diana fácil
4. Bailes de salón (con Juaninacka)
5. Yo que hago aquí (con Jefe de la M)
6. $ + € (con Tote King)
7. La habitación que más me gusta de mi keli
8. Interludio
9. El niño Güei
10. En la oscuridad (con Legendario)
11. Ojos tristes
12. No eres feo ni ná
13. Esta canción va dedicada (con Morodo)
14. Abuchea!!
15. Fumar cagando
16. Hoy no... (con el Loko de H Mafia)
17. Crossover

## Gira y promoción
Para promocionar el disco, SFDK llevó a cabo una gira extensa por toda España, con actuaciones en festivales importantes y eventos especializados en hip hop. Durante esta etapa, el grupo también incrementó su presencia en medios de comunicación y redes sociales, consolidando su base de seguidores.

## Reconocimientos
| País   | Organismo certificador | Certificación | Ventas | Ref.  |
| ------ | ---------------------- | ------------- | ------ | ----- |
| España | PROMUSICAE             | 1× Oro        | 50.000 | [ 6 ] |